# Выставочный центр (станция монорельса)
«Вы́ставочный центр» — закрытая станция Московского монорельса. Располагается между станциями «Улица Академика Королёва» и «Улица Сергея Эйзенштейна». Находится на территории Останкинского района Северо-Восточного административного округа города Москвы. Имела переход на станцию метро ВДНХ Калужско-Рижской линии.
Названа в честь Всероссийского выставочного центра — названия ВДНХ с 1992 по 2014 год.

## История
20 ноября 2004 года линия монорельса начала работать в «экскурсионном режиме» и перевезла первых пассажиров (ранее запуск трассы планировался на 2003 год). На линии работало 2 состава, интервал движения — 30 минут, время работы — с 10:00 до 16:00, посадка осуществлялась только на станции «Улица Сергея Эйзенштейна», выход на любой станции. Линия монорельса официально считалась «экспериментальной».
Для входа станцию открыли в 2005 году.
С 10 января 2008 года по 22 января 2017 года Московский монорельс работал в режиме городского общественного транспорта, станция была открыта для входа и выхода пассажиров с 6:50 до 23:00.
С 23 января 2017 года с возвращением экскурсионного режима станция открывалась для пассажиров с 7:50 до 20:00.
Станция закрылась для пассажиров в 12:00 27 июня 2025 года на несколько часов раньше, чем остальные станции монорельса из-за проведения мероприятий выпускного на ВДНХ.

## Вестибюли и пересадки
Располагалась на полпути между станцией метро «ВДНХ» Калужско-Рижской линии метро (пересадка бесплатная, до станции метро 280 метров) и Главным входом ВДНХ. Эскалаторный наклон вёл в распределительный вестибюль, находился не сбоку, а в торце станции. Посадка на трамваи 11, 17, 25. Также была возможна пересадка на станцию Ростокино Московского центрального кольца (расположена на расстоянии 3 км от станции монорельса) и на станцию МЦК Ботанический сад.

## Станция в цифрах
- Код станции — 204.
- Станция открывалась в 7 часов 50 минут и закрывалась для входа пассажиров в 20 часов 00 минут[3].

## Наземный общественный транспорт
На этой станции можно пересесть на следующие маршруты городского пассажирского транспорта:
- Автобусы: м2, м53, 33, 56, 76, 93, 136, 154, 195, 244, 286, 286к, 311, 375, 378, 428, 496, 533, 536, 544, с585, 599, 604, 803, 834, 903, 1133а, т36, т73, т76, н6, н9
- Трамваи: 11, 17, 25

## Фотографии
| - Тяговая подстанция - Вход на станцию - Вход на станцию - Турникеты - Эскалаторы - Эскалаторы в верхней части станции - Платформа станции - Табличка с названием станции - Скамейка и табличка с указателем направлений - Вид из окна в сторону Улицы Сергея Эйзенштейна - Поезд на станции - Поезд прибывает со стороны Улицы Сергея Эйзенштейна - Снос станции |